# Видяев, Борис Павлович
Борис Павлович Видяев (7 августа 1935 — 21 апреля 2016) — советский и российский организатор производства, генеральный директор Горьковского автомобильного завода (1986—1994), заслуженный работник промышленности СССР (1991) и заслуженный автозаводец.

## Биография
Родился в эрзянском селе Старая Берёзовка Сергачского района Нижегородской области.
В 1951 г. окончил 7 классов и поступил в ремесленное училище № 1 в г. Горьком. В 1953 г. начал трудовую деятельность на Горьковском автомобильном заводе формовщиком литейного цеха.
В 1965 г. окончил факультет автомобилей и тракторов Горьковского политехнического института им. А. А. Жданова.
Работал начальником цеха сборки грузовых автомобилей, в 1974 г. был назначен заместителем директора производства, с декабря 1983 г. — управляющим производство грузовых автомобилей производственного объединения «ГАЗ».
В 1986 г. назначен генеральным директором ПО «ГАЗ». С 1992 г. — генеральный директор ОАО «ГАЗ»
С 1994 по 1996 — вице-президент ОАО "ГАЗ".
В 1989 г. баллотировался на выборах народных депутатов СССР, но не был избран. В 1994 г. был избран депутатом Законодательного собрания Нижегородской области.
В 1999 г. участвовал в выборах в Государственную думу, выдвигался по 117-му одномандатному округу (Автозаводский). Был поддержан КПРФ. Выборы проиграл Борису Немцову (39,82 %), заняв второе место с 38,57 процентами голосов.
С 2007 года по 2010 год был членом Общественной палаты Нижегородской области I созыва.
2 сентября 2015 года Видяев был избран главой местного самоуправления Лукояновского района Нижегородской области.
Скончался 21 апреля 2016 года. Похоронен на Старом Автозаводском кладбище.

## Награды и звания
- Орден Трудового Красного Знамени
- Орден «Знак Почета»
- Медаль «За трудовую доблесть»
- Бронзовая медаль ВДНХ
- Заслуженный работник промышленности СССР
- Заслуженный автозаводец (1985)
- Премия Правительства Российской Федерации в области науки и техники (2004, за комплексную разработку и промышленное освоение в массовом производстве унифицированных семейств многофункциональных малотоннажных автомобилей «ГАЗель»)
- Почётный гражданин Нижегородской области (2005)

## Память
- Памятник Б. Видяеву в Нижнем Новгороде (2024)[7]. Скульптор — Щитов А. А., архитектор — Тимофеев С. А. Памятник установлен в сквере имени Б. Видяева, расположенном в границах проспекта Ильича, улиц Школьной и Челюскинцев в Автозаводском районе города.
- Улица Бориса Видяева в Автозаводском районе Нижнего Новгорода, где расположен жилой комплекс "Торпедо".